# FourFourTwo
FourFourTwo ist ein monatlich erscheinendes Fußballmagazin des britischen Verlages Haymarket Publishing. Es erscheint in 17 Ländern und wird vom Verlag als das auflagenstärkste Fußballmagazin der Welt beworben.
Die Erstauflage von FourFourTwo datiert aus dem Jahr 1994, der Name spielt auf die taktische Aufstellung 4-4-2 an. Jede Ausgabe hat einen Umfang von etwa 164 Seiten. Von 2006 bis 2008 erschien auch eine deutschsprachige Ausgabe. Der Absatz blieb aber hinter den Erwartungen zurück, so dass das Magazin mit Ausgabe 3/2008 eingestellt wurde. Als erste deutsche Mannschaft wurde Borussia Dortmund 2013 unter dem Titel „Europe’s hottest club“ auf dem Titelblatt abgedruckt. Im Oktober 2020 wählte das Magazin Thomas Müller zum Besten Mittelfeldspieler der Welt.